# Marthinus Wessel Pretorius
Marthinus Wessel Pretorius (Graaff-Reinet, 17 september 1819 – Potchefstroom, 19 mei 1901) was de eerste staatspresident van de Zuid-Afrikaansche Republiek (Transvaal) en de derde staatspresident van de Oranje Vrijstaat. Hij is als enige persoon zowel president van Transvaal als de Oranje Vrijstaat geweest. Tijdens zijn politieke carrière zocht hij naar eenwording tussen de twee Boerenrepublieken, maar was uiteindelijk onsuccesvol.
Hij was de oudste zoon van Andries Pretorius, leider van de Voortrekkers. De hoofdstad van de Zuid-Afrikaansche Republiek en het tegenwoordige Zuid-Afrika, Pretoria, is in 1855 door Marthinus Pretorius gesticht en vernoemd naar zijn vader.

## Biografie

### Grote Trek
Pretorius werd geboren op de familieboerderij Pretoriuskloof bij Graaff-Reinet in de Britse Kaapkolonie en vertrok met zijn vader in 1838 met de Grote Trek naar Natal in het oosten. Hij vocht op 19-jarige leeftijd mee in de beslissende slag bij Bloedrivier tegen de Zoeloes.
Na de stichting van de Republiek Natalia vestigde hij zich in de buurt van Pietermaritzburg, waar hij in 1841 trouwde met Aletta Magdalena Smit. Zij kregen één dochter, Christina Johanna Petronella. Na de annexatie van Natalia vertrok hij met zijn vader naar Potchefstroom in Transvaal.

### Presidentschap
In 1853 overleed zijn vader, waarna Pretorius zijn taak overnam als commandant-generaal van Transvaal. In 1855 stichtte hij de stad Pretoria na het kopen van twee boerderijen, Elandspoort en Daspoort. Deze stad zou later Potchefstroom vervangen als de hoofdstad van Transvaal.
In 1856 nam Pretorius de leiding in het schrijven van de Transvaalse grondwet en werd in 1857 ingewijd als eerste voorzitter van de Uitvoerende Raad van de Zuid-Afrikaansche Republiek, toentertijd de hoogste positie in Transvaal. Twee jaar later werd hij staatspresident van de Oranje Vrijstaat. Pretorius was juist bezig met Transvaal, dat toentertijd uit een aantal verschillende republieken bestond, te verenigen. In 1860 sloten de Republiek Lydenburg en Zoutpansberg zich bij de Zuid-Afrikaansche Republiek aan en Pretorius wilde graag de Oranje Vrijstaat daaraan toevoegen.
De Transvaalse Volksraad stond echter niet toe dat Pretorius president van twee republieken was, en de daaropvolgende successietwisten waren aanleiding voor de Transvaalse Burgeroorlog. In 1863 nam hij ontslag als president van de Vrijstaat en in 1864 keerde hij terug als voorzitter van de Transvaal.

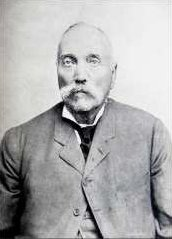
Pretorius op hoge leeftijd

Na een grondwetswijziging in 1866 werd de titel van voorzitter veranderd in staatspresident, waarmee Pretorius ook de eerste staatspresident van Transvaal werd. In 1871 nam hij ontslag vanwege een verloren dispuut met het Verenigd Koninkrijk over de onlangs ontdekte diamantvelden. Een paar jaar na de Britse annexatie van de republiek onder het presidentschap van Thomas François Burgers brak in 1880 de Eerste Boerenoorlog uit.

### Boerenoorlogen
Tijdens deze oorlog werd Pretorius voor de tweede maal president als lid van het Driemanschap, samen met Paul Kruger en Piet Joubert. Nadat Kruger alleen de rol van president overnam ging Pretorius met pensioen, vestigde zich in Potchefstroom en trok hij zich terug uit het openbare leven.
In januari 1901, toen zijn republieken al veroverd waren door de Britten tijdens de Tweede Boerenoorlog, ging hij nog tevergeefs op bezoek bij guerrillastrijder Louis Botha als tussenpersoon. In mei van dat jaar werd hij op een nacht door twee Britse soldaten uit zijn slaap gewekt en gedurende twee uur in de kou ondervraagd. De volgende dag werd hij ziek en op 19 mei overleed hij aan de gevolgen.
- Nederlandse Thesaurus van Auteursnamen: 395475155
- Virtual International Authority File: 901144647707984535295
- WorldCat: E39PBJgxmbc9tM9gWGr3G3MXVC